# U-247 (tàu ngầm Đức)
U-247 là một tàu ngầm tấn công  Lớp Type VII thuộc phân lớp Type VIIC được Hải quân Đức Quốc Xã chế tạo trong Chiến tranh Thế giới thứ hai. Nhập biên chế năm 1944, nó chỉ thực hiện được hai chuyến tuần tra và đánh chìm được một tàu buôn với tải trọng 207 GRT, trước khi bị các tàu frigate Hải quân Hoàng gia Canada HMCS Saint John và HMCS Swansea đánh chìm trong eo biển Manche vào ngày 1 tháng 9, 1944.

## Thiết kế và chế tạo

### Thiết kế

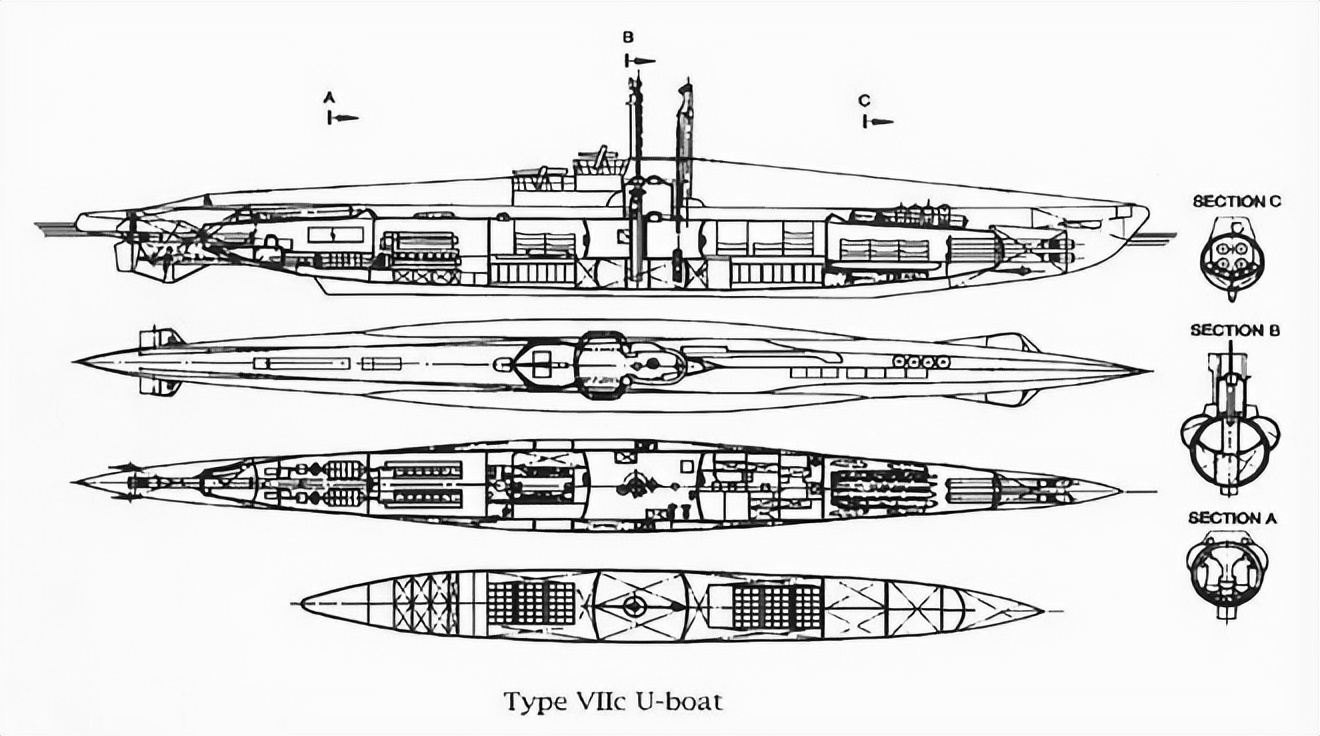
Sơ đồ các mặt cắt một tàu ngầm Type VIIC

Phân lớp VIIC của Tàu ngầm Type VII là một phiên bản VIIB được kéo dài thêm. Chúng có trọng lượng choán nước 769 t (757 tấn Anh) khi nổi và 871 t (857 tấn Anh) khi lặn). Con tàu có chiều dài chung 67,10 m (220 ft 2 in), lớp vỏ trong chịu áp lực dài 50,50 m (165 ft 8 in), mạn tàu rộng 6,20 m (20 ft 4 in), chiều cao 9,60 m (31 ft 6 in) và mớn nước 4,74 m (15 ft 7 in).
Chúng trang bị hai động cơ diesel Germaniawerft F46 siêu tăng áp 6-xy lanh 4 thì, tổng công suất 2.800–3.200 PS (2.100–2.400 kW; 2.800–3.200 bhp), dẫn động hai trục chân vịt đường kính 1,23 m (4,0 ft), cho phép đạt tốc độ tối đa 17,7 kn (32,8 km/h), và tầm hoạt động tối đa 8.500 nmi (15.700 km) khi đi tốc độ đường trường 10 kn (19 km/h). Khi đi ngầm dưới nước, chúng sử dụng hai động cơ/máy phát điện AEG GU 460/8–27 tổng công suất 750 PS (550 kW; 740 shp). Tốc độ tối đa khi lặn là 7,6 kn (14,1 km/h), và tầm hoạt động 80 nmi (150 km) ở tốc độ 4 kn (7,4 km/h). Con tàu có khả năng lặn sâu đến 230 m (750 ft).
Vũ khí trang bị có năm ống phóng ngư lôi 53,3 cm (21 in), bao gồm bốn ống trước mũi và một ống phía đuôi, và mang theo tổng cộng 14 quả ngư lôi, hoặc tối đa 22 quả thủy lôi TMA, hoặc 33 quả TMB. Tàu ngầm Type VIIC bố trí một hải pháo 8,8 cm SK C/35 cùng một pháo phòng không 2 cm (0,79 in) trên boong tàu. Thủy thủ đoàn bao gồm 4 sĩ quan và 40-56 thủy thủ.

### Chế tạo
U-247 được đặt hàng vào ngày 5 tháng 6, 1941, và được đặt lườn tại xưởng tàu của hãng Friedrich Krupp Germaniawerft tại Kiel vào ngày 16 tháng 12, 1942. Nó được hạ thủy vào ngày 23 tháng 9, 1943, và nhập biên chế cùng Hải quân Đức Quốc Xã vào ngày 23 tháng 10, 1943 dưới quyền chỉ huy của Hạm trưởng, Trung úy Hải quân Gerhard Matschulat.

## Lịch sử hoạt động
Sau khi hoàn thành việc chạy thử máy và huấn luyện trong thành phần Chi hạm đội U-boat 5, U-246 được điều sang Chi hạm đội U-boat 1 từ ngày 23 tháng 10, 1944 để hoạt động trên tuyến đầu.

### Chuyến tuần tra thứ nhất
Sau khi chuyển căn cứ hoạt động từ Kiel đến Arendal, Na Uy, rồi đến Bergen, Na Uy vào giữa tháng 5, 1944, U-247 khởi hành từ cảng này vào ngày 31 tháng 5 cho chuyến tuần tra đầu tiên trong chiến tranh. Nó băng qua khe GIUK giữa các quần đảo Shetland và Faroe để vòng qua quần đảo Anh và hoạt động tại vùng biển phía Tây Scotland và Ireland. Vào ngày 5 tháng 7, nó đã dùng hải pháo đánh chìm tàu đánh cá Anh Noreen Mary 207 GRT, ở vị trí khoảng 20 nmi (37 km) về phía Tây mũi Wrath, Scotland, tại tọa độ 58°30′B 5°23′T / 58,5°B 5,383°T, khiến tám thành viên thủy thủ đoàn thiệt mạng. Đây là điều khá bất thường vào thời điểm này của cuộc xung đột, khi địa điểm của cuộc tấn công ở gần bờ biển Anh nơi máy bay tuần tra thường xuất hiện. Hai thủy thủ sống sót từ Noreen Mary tố giác chiếc tàu ngầm đã xả súng máy giết hại những người sống sót đang trôi nổi trên biển, trở thành một trong hai trường hợp tàu ngầm U-boat Đức đã phạm tội ác chiến tranh trong Thế Chiến II. U-247 kết thúc chuyến tuần tra và đi đến cảng Brest bên bờ biển Đại Tây Dương của Pháp đã bị Đức chiếm đóng, đến nơi vào ngày 27 tháng 7.

### Chuyến tuần tra thứ hai - Bị mất
U-247 xuất phát từ cảng Brest vào ngày 26 tháng 8 cho chuyến tuần tra thứ hai, cũng là chuyến cuối cùng, để hoạt động tại khu vực eo biển Manche gần Land's End, Cornwall. Tại đây nó bị các tàu frigate Hải quân Hoàng gia Canada HMCS Saint John và HMCS Swansea tấn công bằng mìn sâu, và bị đánh chìm tại tọa độ 49°54′B 5°49′T / 49,9°B 5,817°T. Toàn bộ 52 thành viên thủy thủ đoàn của U-247 đều tử trận.

### Tóm tắt chiến công
U-247 đã đánh chìm được một tàu buôn tải trọng 207 GRT:
| Ngày            | Tên tàu     | Quốc tịch      | Tải trọng | Số phận      |
| --------------- | ----------- | -------------- | --------- | ------------ |
| 5 tháng 7, 1944 | Noreen Mary | United Kingdom | 207       | Bị đánh chìm |